# Virdois
Virdois (finsk: Virrat) er en bykommune i landskabet Birkaland i det vestlige Finland. Kommunen og landskabet hører under Vest og Indre Finlands regionsforvaltning.
- Wikimedia Commons har flere filer relateret til Virdois

62°14′25″N 23°46′15″Ø / 62.2403°N 23.7708°Ø